# Hélène Viard
Hélène Martine Thérèse Viard-Charvein (* 24. Januar 1948 in Paris; † 29. Januar 2005 ebenda) war eine französische Filmeditorin.

## Leben
Hélène Viard war ab den 1970er Jahren als Script-Girl und Editorin im Filmgeschäft tätig. Als Script-Girl kam sie unter anderem bei den Dreharbeiten von Bertrand Bliers Die Ausgebufften (1974) und Maurice Pialats Der Loulou (1980) zum Einsatz. Eine ihrer ersten größeren Arbeiten als Filmeditorin war Jean-Loup Huberts Beziehungskomödie Heirate mich nicht, Chérie (1981) mit Isabelle Adjani, auf die 1984 eine weitere Filmkomödie Huberts unter dem Titel La Smala folgte. Noch im selben Jahr war Viard für den Schnitt von Gérard Depardieus Regiedebüt, der Molière-Verfilmung Le Tartuffe, zuständig. Mit Regisseur Maurice Pialat arbeitete Viard auch an der Filmbiografie Van Gogh, in der Jacques Dutronc die Titelrolle spielte.
Für Patrice Chéreaus Historienfilm Die Bartholomäusnacht (1994) erhielt Viard zusammen mit François Gédigier eine Nominierung für den César in der Kategorie Bester Schnitt. Mehrfach war Viard an Filmen von Pierre Salvadori als Editorin beteiligt, in denen jeweils Guillaume Depardieu eine Hauptrolle spielte: Der Killer und das Mädchen (1993), Die Anfänger (1995) und Lügen wie gedruckt (1998).
Hélène Viard starb 2005 nach schwerer Krankheit. Ihr Grab befindet sich auf dem Pariser Friedhof Père-Lachaise.

## Filmografie (Auswahl)
- 1972: Absences répétées
- 1975: Le Jardin qui bascule
- 1975: Erotischer Zirkus (La Fille du garde-barrière)
- 1981: Heirate mich nicht, Chérie (L’Année prochaine … si tout va bien)
- 1983: Das Geld bleibt unter uns (Une jeunesse)
- 1984: La Smala
- 1984: Le Tartuffe
- 1988: Dandin
- 1988: Nuit de fête (Kurzfilm)
- 1991: Robinson et compagnie
- 1991: Van Gogh
- 1993: Der Killer und das Mädchen (Cible émouvante)
- 1994: Die Bartholomäusnacht (La Reine Margot)
- 1995: Die Anfänger (Les Apprentis)
- 1996: Die Liebe neu erfinden (L’@mour est à réinventer) (TV-Miniserie)
- 1998: Lügen wie gedruckt (… Comme elle respire)
- 2003: En territoire indien
- 2005: Bäder (Bania) (Dokumentarfilm)
- 2005: J’aime la vie, je fais du vélo, je vais au cinéma (Dokumentarfilm)

## Auszeichnungen
- 1995: Nominierung für den César in der Kategorie Bester Schnitt zusammen mit François Gédigier für Die Bartholomäusnacht